# Joeri Michailovitsj Maroesik
Joeri Michailovitsj Maroesik (Russisch: Юрий Михайлович Марусик) (Sarny (Oblast Rivne), 13 mei 1962) is een Oekraïens-Russisch arachnoloog en entomoloog.
Hij studeerde in 1988 af aan de Staatsuniversiteit van Sint-Petersburg en is werkzaam aan de universiteit van Magadan.
Maroesik is gespecialiseerd in de spinachtigen uit de koude streken.